# در برابر (آلبوم)
«در برابر» آلبومی از سپولترا است که در سال ۱۹۹۸ میلادی منتشر شد.